# Protaetia strigicollis
Protaetia strigicollis är en skalbaggsart som beskrevs av Ernst Gustav Kraatz 1885. Protaetia strigicollis ingår i släktet Protaetia och familjen Cetoniidae. Inga underarter finns listade i Catalogue of Life.